# Kurt Harald Isenstein

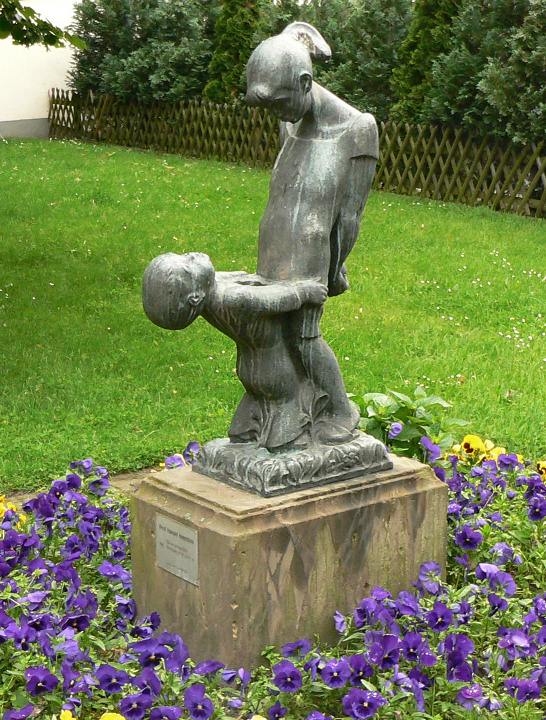
Skulptur Gib mir meinen Ball in Vorsfelde

Kurt Harald Isenstein (* 13. August 1898 in Hannover; † 3. Februar 1980 in Kopenhagen) war ein deutscher Bildhauer, Maler, Grafiker, Pressezeichner, Kunstpädagoge und Schriftsteller.

## Leben

### Leben in Deutschland
Schon als Kind besuchte Isenstein die innovativen Kinder-Modellierkurse der privaten jüdischen Kunst- und Kunstgewerbeschule Reimann. Von 1917 bis 1920 studierte er an der Kunstakademie in Berlin als Schüler von Hugo Lederer. Anschließend war er als freischaffender Bildhauer und Kunstpädagoge (1921–1925) sowie als Lehrer an der Reimann-Kunstschule in Berlin tätig. 1925 war er Mitbegründer der Volks-Kunstschule Berlin. Erste Ausstellungen hatte er 1917 in Berlin.
1933 wurde mit dem Beginn des Nationalsozialismus Isensteins Kunstschule in der Lützowstraße in Berlin zerstört wie auch zwei seiner Werke: die Büste Magnus Hirschfelds und ein Gipsmodell Heinrich Heines für das Bronzedenkmal in Cleveland, Ohio. Auch seine Porträtbüste von Albert Einstein war vom Regiment der Nationalsozialisten betroffen. Diese stand seit 1928 vor dem Einsteinturm in Potsdam und wurde während der Zeit des Nationalsozialismus entfernt. Sie wurde in einem Laborraum aufbewahrt und später im Turm wieder präsentiert. Angeblich diente ein faustgroßer Feldstein den Mitarbeitern in dieser Zeit als Ersatz und Erinnerung an die Einstein-Büste. Zudem wurde 1937 das Werk „Arbeiter“ im Zuge der Beschlagnahmeaktion „Entartete Kunst“ von den Nationalsozialisten eingezogen und ist im NS-Inventar als zerstört verzeichnet. Es ist unklar, ob es sich bei dem Werk um eine Skulptur oder Plastik handelte. Er besaß einen Gipsabguss der Heine-Büste, die Louis Hasselriis 1901 für Heinrich Heines Grabmal geschaffen hatte, und machte der Hamburger Kulturbehörde 1956 erfolglos den Vorschlag, davon einen Bronzeabguss als neues Heine-Denkmal für Hamburg anfertigen zu lassen.

### Leben im Exil
1933 wurde Isenstein verhaftet und emigrierte anschließend als Jude und politisch Verfolgter nach Dänemark. Im folgenden Jahr trat er als Gast der „Freien Ausstellung“ in Kopenhagen auf und organisierte drei Jahre später, 1937, selbst eine Kollektivausstellung in Odense. Neben eigenen Werken wurden dort Arbeiten der Maler Johannes Larsen und Fritz Syberg wie auch Werke von Käthe Kollwitz ausgestellt. Die Besetzung Dänemarks durch die deutsche Wehrmacht 1940 und die folgende Deportation der Juden zwangen Isenstein 1943 schließlich zur Flucht nach Schweden. Nachdem er bereits 1935 eine neue Volks-Kunstschule in Dänemark gegründet hatte, eröffnete er 1943 eine weitere Kunstschule in Lund, Schweden. Dort arbeitete er als freischaffender Künstler und Musikpädagoge und ging 1945 nach Dänemark zurück, wo er bis zu seinem Tod in Kopenhagen wirkte. Nach dem Vorbild der Berliner Reimann-Schule baute er in Kopenhagen eine Kunst- und Kunstgewerbeschule auf.

### Werke
Im Exil befasste Isenstein sich mit der Illustration von Büchern und schuf rund 2000 Zeichnungen. Zudem war er weiter als Bildhauer tätig und fertigte neben neuen Arbeiten auch Zweitfassungen von Statuen und Reliefs, die er auf seiner Flucht eingebüßt hatte. Isensteins künstlerischer Nachlass – mehr als 7000 Skulpturen, Zeichnungen, Gemälde und Skizzen – wird im Museum von Korsør in Dänemark aufbewahrt.
Zu seinem Werk gehören Büsten von Friedrich Ebert, Paul von Hindenburg, Alfred Döblin, Ernst Cassirer, Emil Ludwig, Magnus Hirschfeld (Bronzebüste bei der Bücherverbrennung am 10. Mai 1933 mit ins Feuer geworfen, 1984 nach einem erhaltenen Gipsmodell neu gegossen), Ernst Toller, Arno Holz, Wilhelm Dörpfeld (für die Olympiade 1936, Isensteins Namensplakette auf der Büste wurde von Goebbels eigenhändig entfernt), Käthe Kollwitz (mit der er befreundet war).
Auch in Dänemark entstanden Büsten vieler bekannter Persönlichkeiten, u. a. Niels Bohr, Karen Blixen, Königin Margrethe II., Victor Borge, Asta Nielsen, Martin Andersen Nexø, Heinrich Heine (als eigener Entwurf für ein Denkmal in Hamburg 1956).
Weitere Werke sind:
- Heine-Denkmal von Cleveland/Ohio (Porträt-Büste, 1931 im German Cultural Garden aufgestellt)
- jüdische Friedhofskunst mit Erinnerungsmalen in Trondheim und Oslo
- Illustrationen von Büchern von Arno Holz
- Entwurf der deutschen Heinrich-Hertz-Briefmarke 1957

## Schriften
- Kunst des Modellierens, 1966
- Käthe Kollwitz. Schultz, Kopenhagen 1949. DNB 850523486